# P.E.I. Rocket
P.E.I. Rocket – juniorska drużyna hokejowa grająca w LHJMQ w konferencji wschodniej. Drużyna ma swoją siedzibę w Charlottetown w Kanadzie.
- Rok założenia: 2003–2004
- Barwy: czerwono-biało-niebieskie
- Trener: Yannick Jean
- Manager: Serge Savard Jr.
- Hala: Charlottetown Civic Centre